# Moraro
Moraro – miejscowość i gmina we Włoszech, w regionie Friuli-Wenecja Julijska, w prowincji Gorycja.
W 2004 roku gminę zamieszkiwały 694 osoby, a gęstość zaludnienia wynosiła 231,3 os./km².